# Enceinte de Richelieu
L'enceinte de Richelieu désigne les fortifications de la cité de Richelieu, dans le département français d'Indre-et-Loire.

## Histoire
En 1631, Louis XIII donne l'autorisation au cardinal de Richelieu de transformer son village natal en une ville nouvelle. Les plans sont dessinés par Jacques Lemercier, architecte du roi, ainsi que ses frères Pierre et Nicolas. Les architectes réalisent ainsi les plans du château de Richelieu ainsi que de la nouvelle ville. Mobilisant plus de 2000 ouvriers, le château est terminé vers 1639, et la ville est presque achevée à la mort de Richelieu en 1642.
L'enceinte et les quatre portes monumentales sont classées au titre des monuments historiques par arrêté du 3 février 1879 ; Différents pavillons accolés aux portes d'entrée (pavillon Est de la Porte de Chinon, pavillon au 17 rue des Ecluses  et pavillon au 27 place Louis XIII) sont inscrits par arrêtés en date du 29 janvier 1992, pour leurs façades et toitures.

## Description
La ville nouvelle est close par une enceinte rectangulaire, doublée de fossés, de « 300 toises de longueur sur 200 toises de largeur » (environ 620 mètres sur 390 mètres), percée de trois portes monumentales, dont une factice qui sert à respecter la symétrie. 
La fonction de l'enceinte, au delà de l'aspect défensif qui est minime, sers à distinguer la « ville » du « bourg », le statut de « ville » étant le statut de l'agglomération auquel le Cardinal de Richelieu pouvait prétendre. L'enceinte servait également à délimiter l'espace qui bénéficie des exemptions fiscales et autres avantages (à l'intérieur des murs) par rapport à l'espace qui n'en bénéficie pas (en dehors des murs). 
Les fortifications étaient percées de plusieurs portes :
- la porte de Paris ou de Chinon au nord
- la porte de Loudun à l'ouest
- la porte du château ou de Châtellerault au sud

Trois portes factices, permettent à l'ensemble de respecter une symétrie d'ensemble. Deux de ces portes factices ont été percées au XIXe siècle pour faciliter l'accès vers l'extérieur.

## Galerie

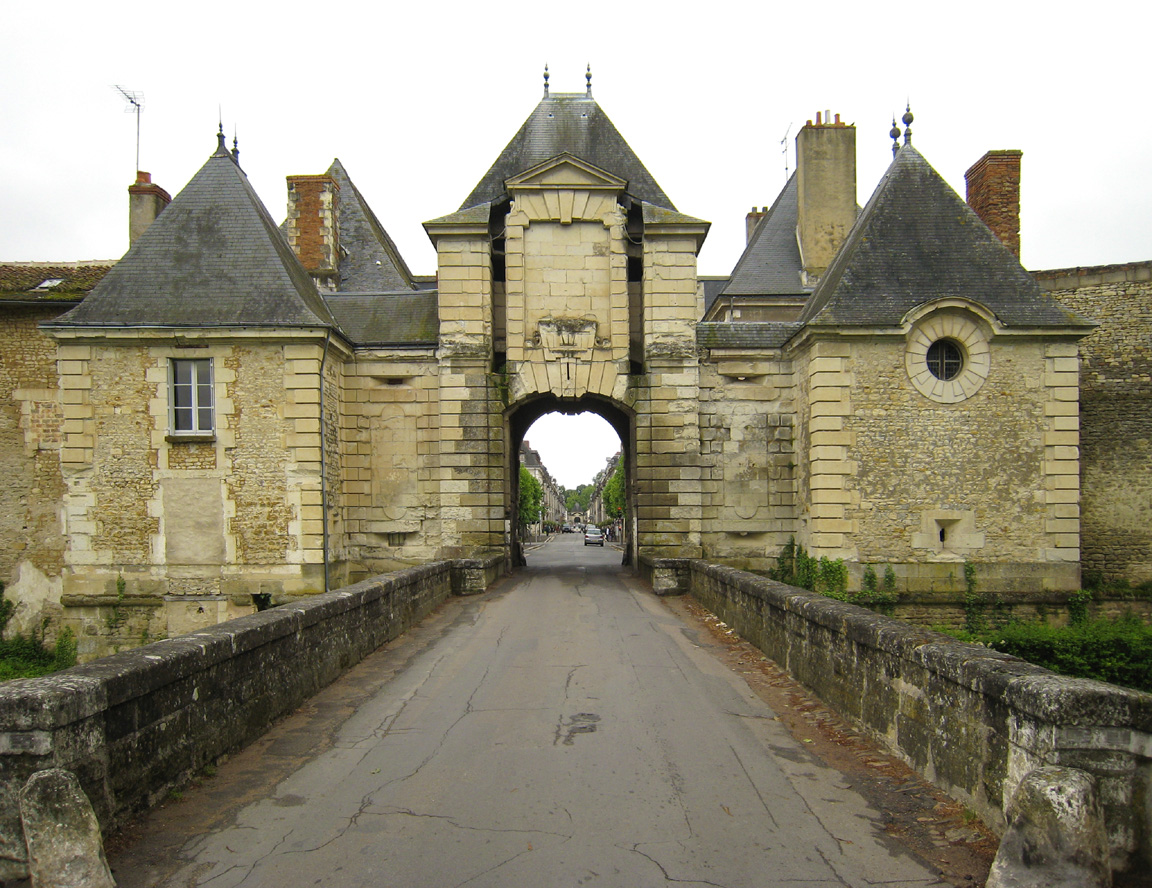
Porte de Chinon
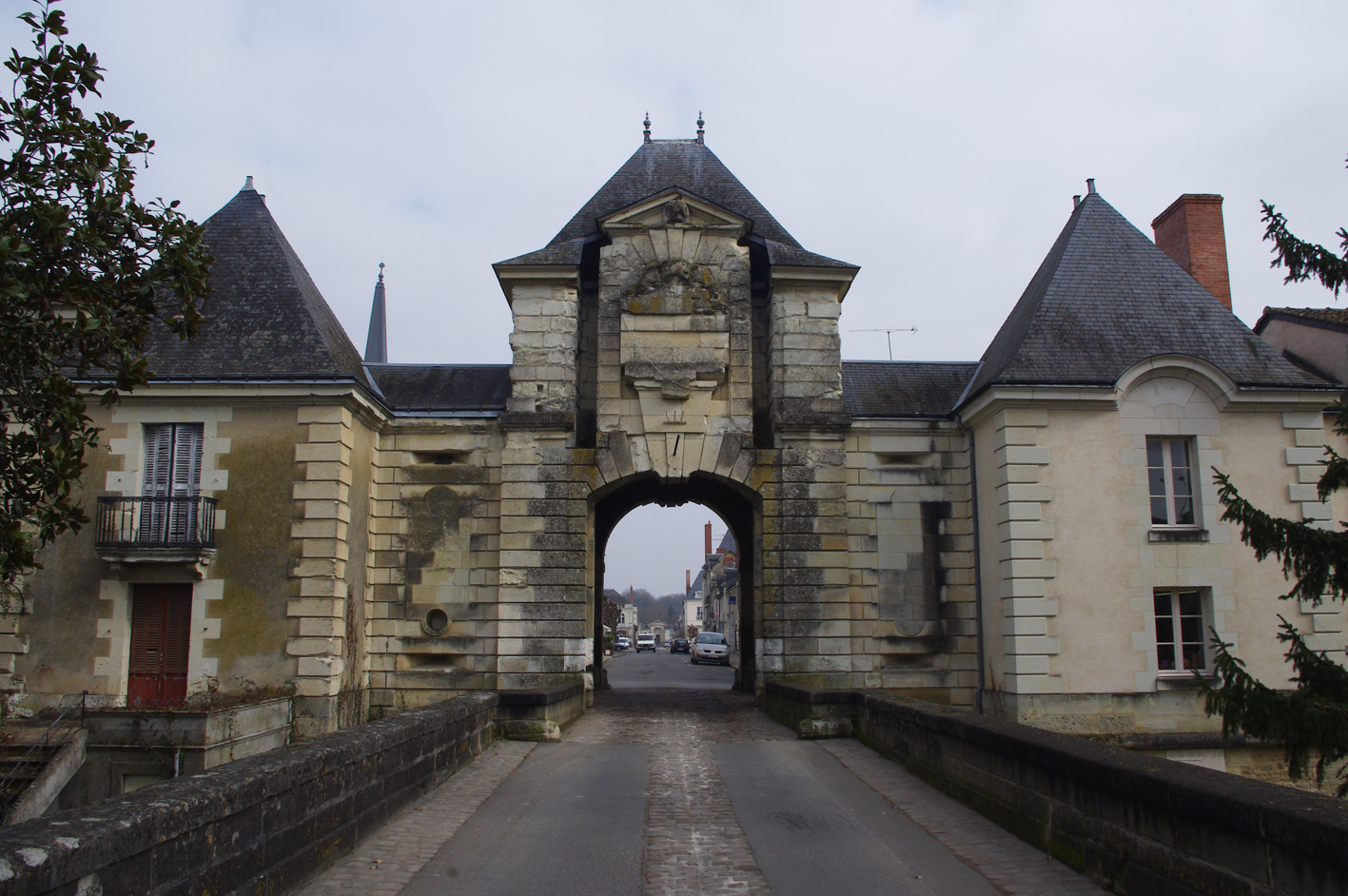
Extérieur de la porte de Loudun
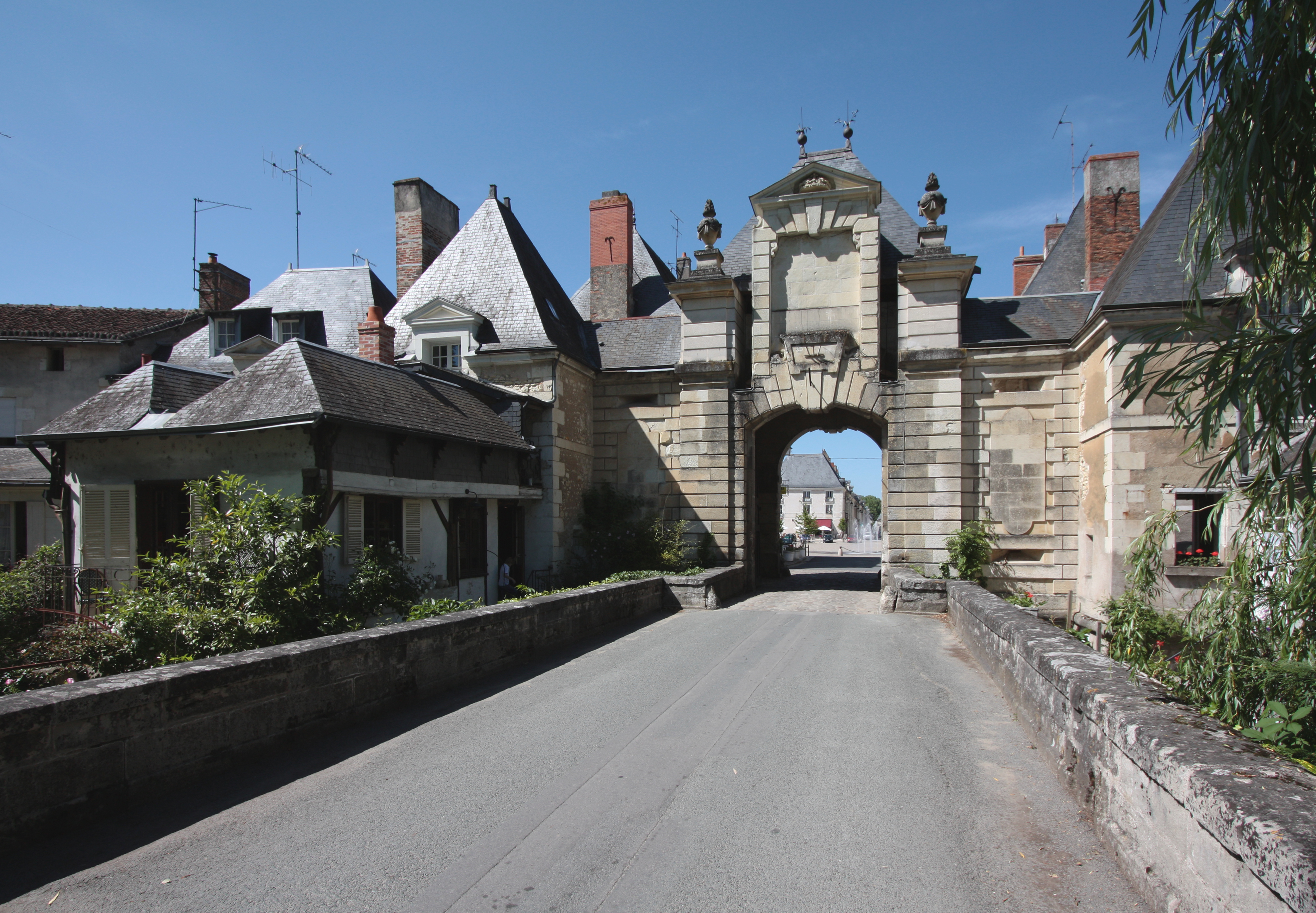
Porte sud